# Liste des arrêts de Transmilenio
 (septembre 2017).
Si vous disposez d'ouvrages ou d'articles de référence ou si vous connaissez des sites web de qualité traitant du thème abordé ici, merci de compléter l'article en donnant les références utiles à sa vérifiabilité et en les liant à la section « Notes et références ».
Le TransMilenio dispose de 12 lignes, qui desservent au total 147 arrêts, sur une longueur de 113 km :

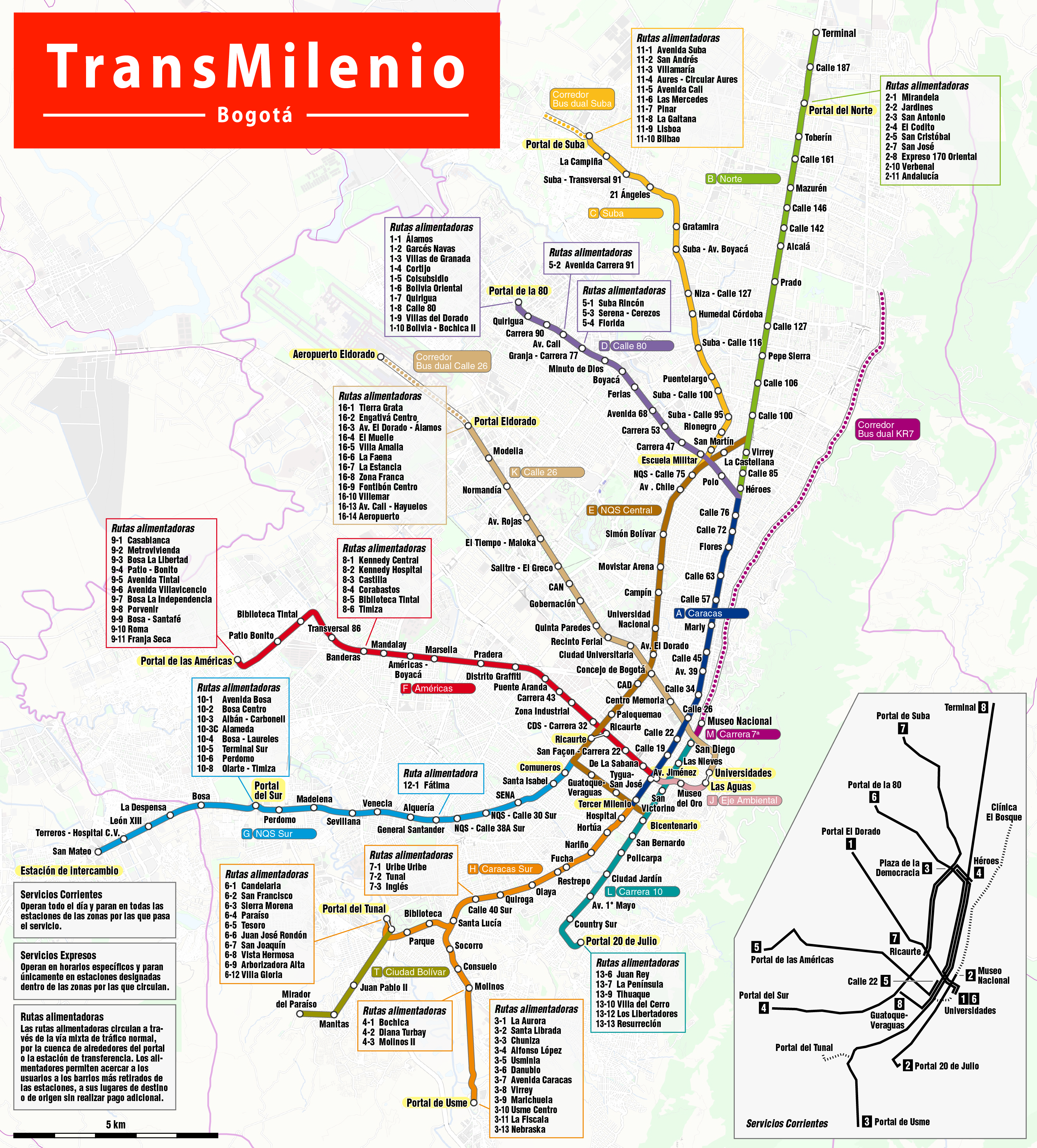
Plan du réseau en 2013

## Services de connexion
Buses alimenteurs
 Buses spéciales
 Buses urbains
 Buses complémentaires
 Buses inter-municipalité

## Arrêts
| Ligne            | Arrêts                            | Autres Services | Districts                    |
| ---------------- | --------------------------------- | --------------- | ---------------------------- |
| Caracas          | Calle 76                          |                 | Chapinero Barrios Unidos     |
| Caracas          | Calle 72                          |                 | Chapinero Barrios Unidos     |
| Caracas          | Flores                            |                 | Chapinero Barrios Unidos     |
| Caracas          | Calle 63                          |                 | Chapinero Teusaquillo        |
| Caracas          | Calle 57                          |                 | Chapinero Teusaquillo        |
| Caracas          | Marly                             |                 | Chapinero Teusaquillo        |
| Caracas          | Calle 45                          |                 | Chapinero Teusaquillo        |
| Caracas          | Avenida 39                        |                 | Santa Fe Teusaquillo         |
| Caracas          | Profamilia                        |                 | Santa Fe Teusaquillo         |
| Caracas          | Calle 26                          |                 | Santa Fe Teusaquillo         |
| Caracas          | Calle 22                          |                 | Santa Fe Mártires            |
| Caracas          | Calle 19                          |                 | Santa Fe Mártires            |
| Caracas          | Avenida Jiménez                   |                 | Santa Fe Mártires            |
| Caracas          | Tercer Milenio                    |                 | Santa Fe Mártires            |
| Autopista Norte  | Terminal                          |                 | Usaquén Suba                 |
| Autopista Norte  | Calle 187                         |                 | Usaquén Suba                 |
| Autopista Norte  | Portal del Norte                  |                 | Usaquén Suba                 |
| Autopista Norte  | Toberín                           |                 | Usaquén Suba                 |
| Autopista Norte  | Cardio Infantil                   |                 | Usaquén Suba                 |
| Autopista Norte  | Mazurén                           |                 | Usaquén Suba                 |
| Autopista Norte  | Calle 146                         |                 | Usaquén Suba                 |
| Autopista Norte  | Calle 142                         |                 | Usaquén Suba                 |
| Autopista Norte  | Alcalá                            |                 | Usaquén Suba                 |
| Autopista Norte  | Prado                             |                 | Usaquén Suba                 |
| Autopista Norte  | Calle 127                         |                 | Usaquén Suba                 |
| Autopista Norte  | Pepe Sierra                       |                 | Usaquén Suba                 |
| Autopista Norte  | Calle 106                         |                 | Usaquén Suba                 |
| Autopista Norte  | Calle 100                         |                 | Usaquén Suba                 |
| Autopista Norte  | Virrey                            |                 | Chapinero Barrios Unidos     |
| Autopista Norte  | Calle 85                          |                 | Chapinero Barrios Unidos     |
| Autopista Norte  | Héroes                            |                 | Chapinero Barrios Unidos     |
| Suba             | Portal de Suba                    |                 | Suba                         |
| Suba             | La Campiña                        |                 | Suba                         |
| Suba             | Suba-Transversal 91               |                 | Suba                         |
| Suba             | 21 Ángeles                        |                 | Suba                         |
| Suba             | Gratamira                         |                 | Suba                         |
| Suba             | Suba-Avenida Boyacá               |                 | Suba                         |
| Suba             | Niza-Calle 127                    |                 | Suba                         |
| Suba             | Humedal Córdoba                   |                 | Suba                         |
| Suba             | Shaio                             |                 | Suba                         |
| Suba             | Puentelargo                       |                 | Suba                         |
| Suba             | Suba-Calle 100                    |                 | Suba                         |
| Suba             | Suba-Calle 95                     |                 | Barrios Unidos               |
| Suba             | Rionegro                          |                 | Barrios Unidos               |
| Suba             | San Martín                        |                 | Barrios Unidos               |
| Calle 80         | Portal de la 80                   |                 | Engativá                     |
| Calle 80         | Quirigua                          |                 | Engativá                     |
| Calle 80         | Carrera 90                        |                 | Engativá                     |
| Calle 80         | Avenida Cali                      |                 | Engativá                     |
| Calle 80         | Granja-Carrera 77                 |                 | Engativá                     |
| Calle 80         | Minuto de Dios                    |                 | Engativá                     |
| Calle 80         | Boyacá                            |                 | Engativá                     |
| Calle 80         | Ferias                            |                 | Engativá                     |
| Calle 80         | Avenida 68                        |                 | Engativá                     |
| Calle 80         | Carrera 53                        |                 | Barrios Unidos               |
| Calle 80         | Carrera 47                        |                 | Barrios Unidos               |
| Calle 80         | Escuela Militar                   |                 | Barrios Unidos               |
| Calle 80         | Polo                              |                 | Barrios Unidos               |
| NQS Central      | La Castellana                     |                 | Barrios Unidos               |
| NQS Central      | NQS-Calle 75                      |                 | Barrios Unidos               |
| NQS Central      | Avenida Chile                     |                 | Barrios Unidos               |
| NQS Central      | Simón Bolívar                     |                 | Barrios Unidos               |
| NQS Central      | Coliseo                           |                 | Teusaquillo                  |
| NQS Central      | Campín-Universidad Antonio Nariño |                 | Teusaquillo                  |
| NQS Central      | Universidad Nacional              |                 | Teusaquillo                  |
| NQS Central      | Avenida Eldorado                  |                 | Teusaquillo                  |
| NQS Central      | CAD                               |                 | Mártires Puente Aranda       |
| NQS Central      | Paloquemao                        |                 | Mártires Puente Aranda       |
| NQS Central      | Ricaurte                          |                 | Mártires Puente Aranda       |
| NQS Central      | Guatoque-Veraguas                 |                 | Mártires                     |
| NQS Central      | Tygua-San José                    |                 | Mártires                     |
| Américas         | Portal de las Américas            |                 | Kennedy                      |
| Américas         | Patio Bonito                      |                 | Kennedy                      |
| Américas         | Biblioteca el Tintal              |                 | Kennedy                      |
| Américas         | Transversal 86                    |                 | Kennedy                      |
| Américas         | Banderas                          |                 | Kennedy                      |
| Américas         | Mandalay                          |                 | Kennedy                      |
| Américas         | Mundo Aventura                    |                 | Kennedy                      |
| Américas         | Marsella                          |                 | Kennedy                      |
| Américas         | Pradera                           |                 | Puente Aranda                |
| Américas         | Américas-Carrera 53A              |                 | Puente Aranda                |
| Américas         | Puente Aranda                     |                 | Puente Aranda                |
| Américas         | Carrera 43                        |                 | Puente Aranda                |
| Américas         | Zona Industrial                   |                 | Puente Aranda                |
| Américas         | CDS-Carrera 32                    |                 | Puente Aranda                |
| Américas         | Ricaurte                          |                 | Mártires                     |
| Américas         | San Façon-Carrera 22              |                 | Mártires                     |
| Américas         | De la Sabana                      |                 | Mártires                     |
| Américas         | Avenida Jiménez                   |                 | Santa Fe                     |
| NQS Sur          | Comuneros                         |                 | Mártires Puente Aranda       |
| NQS Sur          | Santa Isabel                      |                 | Mártires Puente Aranda       |
| NQS Sur          | SENA                              |                 | Antonio Nariño Puente Aranda |
| NQS Sur          | NQS-Calle 30S                     |                 | Antonio Nariño Puente Aranda |
| NQS Sur          | NQS-Calle 38A S                   |                 | Antonio Nariño Puente Aranda |
| NQS Sur          | General Santander                 |                 | Antonio Nariño Puente Aranda |
| NQS Sur          | Alquería                          |                 | Tunjuelito Puente Aranda     |
| NQS Sur          | Venecia                           |                 | Tunjuelito Puente Aranda     |
| NQS Sur          | Sevillana                         |                 | Tunjuelito Bosa              |
| NQS Sur          | Madelena                          |                 | Ciudad Bolívar Bosa          |
| NQS Sur          | Perdomo                           |                 | Ciudad Bolívar Bosa          |
| NQS Sur          | Portal del Sur                    |                 | Ciudad Bolívar Bosa          |
| NQS Sur          | Bosa                              |                 | Ciudad Bolívar Bosa          |
| NQS Sur          | La Despensa                       |                 | Municipalité de Soacha       |
| NQS Sur          | León XIII                         |                 | Municipalité de Soacha       |
| NQS Sur          | Terreros-Hospital C.V.            |                 | Municipalité de Soacha       |
| NQS Sur          | San Mateo                         |                 | Municipalité de Soacha       |
| Caracas Sur      | Hospital                          |                 | Santa Fe Mártires            |
| Caracas Sur      | Hortúa                            |                 | Antonio Nariño               |
| Caracas Sur      | Nariño                            |                 | Antonio Nariño               |
| Caracas Sur      | Fucha                             |                 | Antonio Nariño               |
| Caracas Sur      | Restrepo                          |                 | Antonio Nariño               |
| Caracas Sur      | Olaya                             |                 | Rafael Uribe                 |
| Caracas Sur      | Quiroga                           |                 | Rafael Uribe                 |
| Caracas Sur      | Calle 40S                         |                 | Rafael Uribe                 |
| Caracas Sur      | Santa Lucía                       |                 | Rafael Uribe                 |
| Usme             | Socorro                           |                 | Rafael Uribe Tunjuelito      |
| Usme             | Consuelo                          |                 | Rafael Uribe Tunjuelito      |
| Usme             | Molinos                           |                 | Rafael Uribe Tunjuelito      |
| Usme             | Portal de Usme                    |                 | Usme                         |
| Tunal            | Biblioteca                        |                 | Tunjuelito                   |
| Tunal            | Parque                            |                 | Tunjuelito                   |
| Tunal            | Portal del Tunal                  |                 | Tunjuelito                   |
| Eje Ambiental    | Museo del Oro                     |                 | Candelaria                   |
| Eje Ambiental    | Las Aguas                         |                 | Santa Fe                     |
| Eje Ambiental    | Universidades                     |                 | Santa Fe                     |
| Avenida Eldorado | Portal Eldorado                   |                 | Engativá Fontibón            |
| Avenida Eldorado | Modelia                           |                 | Engativá Fontibón            |
| Avenida Eldorado | Normandía                         |                 | Engativá Fontibón            |
| Avenida Eldorado | Avenida Rojas                     |                 | Engativá Fontibón            |
| Avenida Eldorado | EL TIEMPO-Maloka                  |                 | Engativá Fontibón            |
| Avenida Eldorado | Salitre-El Greco                  |                 | Teusaquillo                  |
| Avenida Eldorado | CAN                               |                 | Teusaquillo                  |
| Avenida Eldorado | Gobernación                       |                 | Teusaquillo                  |
| Avenida Eldorado | Quinta Paredes                    |                 | Teusaquillo                  |
| Avenida Eldorado | Corferias                         |                 | Teusaquillo                  |
| Avenida Eldorado | Ciudad Universitaria              |                 | Teusaquillo                  |
| Avenida Eldorado | Plaza de la Democracia            |                 | Teusaquillo                  |
| Avenida Eldorado | Centro Memoria                    |                 | Teusaquillo Mártires         |
| Carrera 10ª      | San Diego                         |                 | Santa Fe                     |
| Carrera 10ª      | Las Nieves                        |                 | Santa Fe                     |
| Carrera 10ª      | San Victorino                     |                 | Candelaria Santa Fe          |
| Carrera 10ª      | Bicentenario                      |                 | Candelaria Santa Fe          |
| Carrera 10ª      | Hospitales                        |                 | Santa Fe                     |
| Carrera 10ª      | Policarpa                         |                 | San Cristóbal                |
| Carrera 10ª      | Ciudad Jardín-UAN                 |                 | San Cristóbal                |
| Carrera 10ª      | Avenida 1° de Mayo                |                 | San Cristóbal                |
| Carrera 10ª      | Country Sur                       |                 | San Cristóbal                |
| Carrera 10ª      | Portal 20 de Julio                |                 | San Cristóbal                |
| Carrera 7ª       | Museo Nacional                    |                 | Santa Fe                     |